# Masacre 68
Masacre 68 o Massacre 68 es una banda mexicana de hardcore punk que sigue activa como al igual en su primera etapa de 1987 a 1991. El nombre de Masacre 68 fue propuesto por Thrasher (Histeria, Atoxxxico, AK47) y los demás miembros de la banda estuvieron de acuerdo con esto. El nombre es un homenaje a los estudiantes asesinados en México el 2 de octubre de 1968 en lo que se llamó la Masacre de Tlatelolco, y un recordatorio en general al movimiento estudiantil que se dio en ese año.

## Historia
De la desintegración de las bandas Histeria, Kaaoos Subterráneo y la salida de Aknez de Descontrol nace Massacre 68. Sus orígenes se remontan al año 1987. Sus integrantes originales eran; el Pelón ex Histeria (batería) , Virus Ex Kaaoos (guitarra y voz), Aknez ex Descontrol(voz) y Thrasher ex Histeria (bajo), pronto editan un demo con 10 temas que es bien recibido por la comunidad punk del Distrito Federal. Tiempo después cuando la banda ya es reconocida el Thrasher decide abandonarla para dedicarse 100% a su otra banda: Atoxxxico. Es sustituido por el Chompis (Decadencia), poco tiempo después el Virus también abandona la banda, se traslada a Tijuana en donde llega a tocar con Espécimen y Solución Mortal, Para después quedarse a tocar el Bajo con Solución Mortal por un tiempo.
Con una renovada alineación (Chompis guitarra, Pedro bajo, Aknez voz y Pelón batería) graban en 1990 el que será su disco más famoso, No estamos Conformes, en el que tocan un punk bastante politizado y cuyas temáticas reflejan la situación de represión y censura que se vivía en México con temas como "Ejército Nacional", "Tortura" o el mismo "No estamos conformes". También dedican un tema a la masacre por parte del gobierno contra los estudiantes en 1968 ("Masacre 68"). Otro tema hace referencia a los fraudes electorales ("Sistema Podrido"). Este disco se convierte en un emblema dentro del movimiento punk nacional (e incluso en otros países), por lo cual la banda es solicitada para tocar en distintos puntos de la república mexicana con la siguiente alineación: Chompis (guitarra), July (batería), Pedro (bajo) y Aknez (voz), incluso ese mismo año es invitada a tocar con la Polla Records en su visita a México.
En 1991 la banda se desintegra debido a problemas con los organizadores de eventos, a diferencias ideológicas, etc. Su siguiente disco que se titularía Zonas Marginadas quedó inconcluso. Sin embargo, a 13 años de su desaparición Aknez busca reunir de nuevo a la banda la cual reaparece (parcialmente ya que la nueva alineación es muy irregular) con su disco No estamos conformes remasterizado. A partir de ese momento han tocado esporádicamente en distintos puntos del país (en los últimos conciertos la banda está conformada solo por Aknez y miembros nuevos).
En octubre del 2015 Aknez se pone en contacto con los miembros originales incluyendo Pedro en la guitarra para reunirse, tocar en diciembre y enero del 2016. Con éxito la banda en su nueva reunión deciden continuar tocando juntos.
En el verano del 2016 se pretendía sacar el disco Zonas Marginadas y hacer una gira por la República Mexicana para promocionar el disco pero después de un fallido intento y desacuerdos por parte de los miembros, Aknes decide dejar la banda al igual que Pedro, quedando como miembros Pelon Batería, Thrasher Bajo, Viruz Guitarra y voz. La distancia entre los miembros activos sería un obstáculo para continuar la banda o trabajar juntos ya que los miembros sobrantes radican en 3 países diferentes, México, Finlandia y USA. Después de trabajar en conjunto y una mutua comunicación la banda se pone a trabajar a sacar nuevo material y gracias a la tecnología se facilita. En el mes de agosto Virus viaja a México para ponerse a trabajar con Thrasher para sacar nuevos temas, con éxito en un lapso de 2 semanas los miembros sacar 10 temas para trabajarlos a futuro. En el mes de octubre del 2016 el Muerto organizador del Festival Punk para Punk en Colombia se pone en contacto con la banda para invitarlos al próximo festival que se llevó a cabo el 9 y 11 de diciembre en Bogotá y Medellín. Gracias al Muerto y a este viaje la banda espontáneamente decide grabar un tape con 5 temas no planeado en la agenda de la banda. En un lapso de una semana, la banda saca 4 temas nuevos y uno de los años 80 "exijo Muerte" En este demo la banda invita a Peter Punk para grabar un tema con la banda "La Cocina". Con el tiempo encima la banda se mete al estudio y graba en 7 horas para que al siguiente día cada miembro estuviera de regreso en sus destinos de residencia.
En el verano del 2017 la banda hace una gira por Europa que incluye las principales ciudades de España y península ibérica, Alemania, Suecia y Finlandia cerrando la gira en el Festival Puntala. Y graba en el Black Floyd Analog Studio de Tampere su L.p. El Muro.
En el verano del 2018 se reúnen de nuevo para hacer una gira por el Este de Canadá que incluyó ciudades de la Isla del Príncipe Eduardo, Nuevo Brunswick, Nueva Escocia, Ontario y Quebec, aunque la idea principal era hacer una gira por U.S.A, y Canadá, esto no fue posible ya que al Thasher se le negó la visa.
Actualmente la banda se encuentra trabajando nuevo material para un LP. y una pequeña gira por México programada para marzo de 2019.

## Discografía
- Masacre 68 Demo (1988) —Autoeditado—. Reeditado en CD en 2003.
- Masacre Lp. No estamos conformes (1990) —Autoeditado—. Reeditado en CD en 2003
- Split Ep : Masacre 68/Histeria (1994) —PPR records—.
- Split tape: Masacre 68/ Histeria (2000) —Cryptas records—. Editado en Disc LP el mismo año.
- Masacre (2003) —Ediciones en Negro Records—. Incluye temas del No estamos conformes además de videos de entrevistas y conciertos.
- Masacre 68 Demo/Ensayo 87 (2005) —Huarache Records¡.
- Mexicompilación (2004) —Ediciones en negro—. Este es un compilatorio de varias bandas Hardcore.
- Masacre 68 "Cicatrices" En vivo Aguascalientes 1985 (2010) Demos en vivo editado por Retroactivo Records en formato de vinil LP

## Curiosidades
- Además de los discos enlistados, el grupo participó en un Split convocado por la Organización Greenpeace a mediados de 1990, el Casete se llama Die Freiheit.
- Se han hecho distintas versiones de las canciones de Masacre 68. Por ejemplo Rebel'd en su disco Punk History in Mexico City (Denver records 1995) toca la canción Masacre 68. Cacofonía también toca un cover a Masacre 68 (No estamos conformes) en su disco Anarchus (grabado en un concierto en Japón).
- Hay además un tributo llamado Doble tributo a Masacre 68: seguiremos inconformes, editado por Ediciones en negro junto con grabaciones congaleras y Yori records. En este tributo participan 15 bandas mexicanas y 10 extranjeras.
- Huarache Records está preparando un nuevo tributo como respuesta a éste.
- Según el Live Space de la banda: el disco llamado Zonas Marginadas (aquel que nunca se pudo terminar en los noventa) ya fue terminado por la banda en una reunión y se prevé que salga a la venta a mediados de 2007.
- Una nueva alternativa en México como sello discográfico independiente se ha dado a la tarea de dar vida nueva al disco de vinil, este sello se llama Retroactivo Records comandado por Claudio Pérez y Alejandro Baeza los cuales colaboraron con Aknez en la selección, edición y lanzamiento en formato de vinil del material inédito grabado por Massacre 68 en Aguascalientes titulado "Cicatrices".

La edición contiene 17 canciones en vivo e incluye un disco adicional de 7 pulgadas con cuatro temas más titulado "Y un poquito de ????.
- Los temas del disco "Cicatrices" fueron grabados realmente en 1995 a pesar de que el vinil salió con la fecha de 1985, ya que para ese año Massacre 68 aún no se formaba. Algunos de esos temas serían compuestos alrededor de 1994 y serían grabados para el disco "Zonas Marginadas", que nunca llegó a lanzarse.